# 鍾震
鍾震（1427年—？年），字大聲，直隸松江府華亭縣人，寄籍雲南，明朝政治人物。

## 生平
天順元年（1457年）丁丑科第三甲第一百零三名進士。官工部主事。